# Nederlandse ijshockeyploeg (vrouwen)
De Nederlandse vrouwenijshockeyploeg is een team van ijshockeysters dat Nederland vertegenwoordigt in internationale vrouwenijshockey wedstrijden. Het team debuteerde internationaal op 21 april 1987 met een 2-5 nederlaag in North York tegen Japan. Het nam van 1989 t/m 1996 4× (niet in 1993) deel aan het Europees kampioenschap en neemt vanaf 1999 deel aan het wereldkampioenschap en vanaf 2014 aan de  kwalificatie voor de Olympische Spelen.

## Deelname aan de Olympische Spelen
| Jaar | Locatie                  | Plaats         |
| ---- | ------------------------ | -------------- |
| 2014 | Rusland (Sotchi)         | niet geplaatst |
| 2018 | Zuid-Korea (Pyeongchang) | niet geplaatst |
| 2022 | China (Peking)           | niet geplaatst |

## Deelname aan het wereldkampioenschap
| Jaar | Locatie                                  | Plaats                                                |
| ---- | ---------------------------------------- | ----------------------------------------------------- |
| 1999 | Frankrijk (Colmar)                       | 4e plaats in B-groep van B-kampioenschap              |
| 2000 | Hongarije (Székesfehérvár)               | 5e plaats in kwalificatie voor B-kampioenschap        |
| 2001 | Roemenië (Boekarest)                     | 1e plaats in groep A van kwalificatie voor 2e divisie |
| 2003 | Italië (Lecco)                           | 5e plaats in 2e divisie                               |
| 2004 | Italië (Sterzing)                        | 4e plaats in 2e divisie                               |
| 2005 | Italië (Asiago)                          | 6e plaats in 2e divisie                               |
| 2007 | Noord-Korea (Pyongyang)                  | 5e plaats in 2e divisie                               |
| 2008 | Finland (Vierumäki)                      | 5e plaats in 2e divisie                               |
| 2009 | Italië (Torre Pellice)                   | 6e plaats in 2e divisie                               |
| 2011 | Australië (Newcastle)                    | 1e plaats in 3e divisie                               |
| 2012 | Verenigd Koninkrijk (Kingston upon Hull) | 5e plaats in groep B van 1e divisie                   |
| 2013 | Frankrijk (Straatsburg)                  | 2e plaats in groep B van 1e divisie                   |
| 2014 | Letland (Ventspils)                      | 4e plaats in groep B van 1e divisie                   |
| 2015 | China (Peking)                           | 2e plaats in groep B van 1e divisie                   |
| 2016 | Italië (Asiago)                          | 6e plaats in groep B van 1e divisie                   |
| 2017 | Zuid-Korea (Gangneung)                   | 2e plaats in groep A van 2e divisie                   |
| 2018 | Slovenië (Bled)                          | geplaatst in groep A van 2e divisie                   |